# Exocentrus bifuscomaculatus
Exocentrus bifuscomaculatus là một loài bọ cánh cứng trong họ Cerambycidae.